# Ronald Raldes
Ronald Raldes Balcázar (* 20. April 1981 in Santa Cruz de la Sierra) ist ein ehemaliger bolivianischer Fußballspieler. Er ist 1,80 m groß und spielte im Abwehrzentrum. Zuletzt spielte der Verteidiger Oriente Petrolero in der Liga de Fútbol Profesional Boliviano.